# La Vespière
La Vespière era una comuna francesa situada en el departamento de Calvados, de la región de Normandía, que el 1 de enero de 2016 pasó a ser una comuna delegada de la comuna nueva de La Vespière-Friardel al fusionarse con la comuna de Friardel.

## Demografía
| Gráfica de evolución demográfica de La Vespière entre 1800 y 2014 |
|                                                                   |

Los datos demográficos contemplados en este gráfico de la comuna de La Vespière se han cogido de 1800 a 1999 de la página francesa EHESS/Cassini, y los demás datos de la página del INSEE.